# Leon Reid
Leon Reid (* 26. Juli 1994 in Bath) ist ein irischer Sprinter britischer Herkunft, der seit August 2018 für Irland startberechtigt ist.

## Sportliche Laufbahn
Erste Erfahrungen bei internationalen Meisterschaften sammelte Leon Reid beim Europäischen Olympischen Jugendfestival 2011 in Trabzon, bei dem er über 100 Meter und mit der britischen 4-mal-100-Meter-Staffel die Silbermedaille gewann. Bei den Youth Commonwealth Games auf der Isle of Man belegte er 2011 für England startend den sechsten Platz über 100 Meter und gewann mit der englischen Stafette die Silbermedaille. Zwei Jahre später gewann er bei den Junioreneuropameisterschaften in Rieti 2013 die Silbermedaille im 200-Meter-Lauf und belegte mit der britischen Staffel Rang fünf im Finale. 2014 nahm er für Nordirland startend an den Commonwealth Games im schottischen Glasgow teil, wurde dort über 100 Meter wegen eines Fehlstartes disqualifiziert und gelangte über 200 Meter bis in das Halbfinale.
2015 gewann Read die Silbermedaille über 200 Meter bei den U23-Europameisterschaften in Tallinn. Nach zwei Jahren ohne internationale Großereignisse nahm Reid 2018 erneut an den Commonwealth Games in Gold Coast teil und gewann dort überraschend die Bronzemedaille über 200 Meter. Im August startete er für Irland bei den Europameisterschaften in Berlin, bei denen er über 200 Meter in das Finale gelangte und dort in 20,37 s den siebten Platz belegte. Er startete auch mit der 4-mal-400-Meter-Staffel, mit der er in 3:06,55 min in der Vorrunde ausschied. 2021 startete er im 60-Meter-Lauf bei den Halleneuropameisterschaften in Toruń und schied dort mit 6,75 s in der ersten Runde aus. Über 200 m qualifizierte er sich über die Weltrangliste für die Olympischen Spiele in Tokio und erreichte dort das Halbfinale, in dem er mit 20,54 s ausschied.
In den Jahren 2019 und 2021 wurde Reid irischer Meister im 200-Meter-Lauf im Freien sowie 2019 auch in der Halle.

## Persönliche Bestzeiten
- 100 Meter: 10,30 s (+1,3 m/s), 2. Mai 2021 in Worthing
  - 60 Meter (Halle): 6,68 s, 21. Februar 2021 in Dublin
- 200 Meter: 20,27 s (+1,4 m/s), 1. Juli 2018 in Birmingham
  - 200 Meter (Halle): 20,96 s, 20. Februar 2021 in Dublin
- 400 Meter: 47,13 s, 19. April 2017 in Torremolino
  - 400 Meter (Halle): 48,18 s, 15. Februar 2015 in Birmingham